# Arny Freytag
Arny Freytag (né le 12 avril 1950) est un photographe américain spécialisé dans la photographie de charme. Il a commencé à travailler pour le magazine Playboy en 1976  et pendant une longue période, il était l'un des deux seuls photographes à avoir produit les photographies de la page centrale Playboy (l'autre étant Stephen Wayda). 

## Biographie
Freytag a grandi à Chicago, Illinois, fréquentant le lycée Sutherland et le lycée Luther South. Il est diplômé de la Chicago Academy of Fine Arts en 1970 et du Brooks Institute of Photography ( Santa Barbara, Californie ) en 1974. Après une première période en tant qu'apprenti chez Playboy, il rejoint Mario Casilli, Richard Fegley et Ken Marcus en tant que principaux photographes du studio Playboy en Californie.   
Au cours de ses études à Brooks, Freytag est devenu compétent avec la caméra de vision 4 "×5", une compétence qu'il a beaucoup utilisée pour photographier le dépliant central du magazine. Afin de produire la plus haute qualité possible pour l'image du dépliant central, Playboy utilisait la très grande caméra 8 "×10". En raison de la puissance de flash électronique nécessaire pour exposer cette grande surface de film, Freytag, d'abord par nécessité puis par choix, s'est spécialisé dans l'utilisation de configurations d'éclairage élaborées, utilisant souvent des dizaines de têtes de flash. 
Plus tard, après que Playboy ait abandonné la photo argentique et soit passé aux appareils photo numériques, Freytag a continué à créer des images en utilisant jusqu'à cinquante têtes de flash, chaque lumière méticuleusement placée et ciblée pour éclairer une petite zone de la photo. Freytag compare sa technique à celle d'un peintre, utilisant chaque lumière comme coup de pinceau, éclairant de manière sélective chaque zone à mesure qu'il construit progressivement l'image finale.   
Le dernier tournage central de Freytag était celui de la playmate Amanda Streich, Miss décembre 2012. Au total, il aurait photographié 182 playmates.

## Vie privée
Arny Freytag vit à Woodland Hills, en Californie. 